# Andris Šķēle
Andris Šķēle (Ape, 16 de gener de 1958) és un polític i magnat dels negocis letó. Šķēle ha servit tres vegades com a primer ministre de Letònia, dues des de desembre de 1995 fins al 6 d'agost de 1997, i un tercer mandat des del 16 juliol de 1999 fins al 5 de maig del 2000.
Durant el seu primer mandat, no va associar-se a cap partit polític. Durant el seu segon mandat, va ser membre del Partit Popular (TP), el qual va ser fundat el 1998. Actualment, ha renunciat a la política, però, segons declaracions seves, segueix sent "membre ordinari" del Partit Popular (TP) i es creu que té al darrere del partit una força considerable d'influència.
Sovint, s'ha associat Andris Šķēle amb diversos escàndols de corrupció. També cal destacar que Andris Šķēle és un dels més rics de Letònia. El diari The Baltic Times va col·locar Šķēle entre les 15 persones més riques dels països bàltics, amb un patrimoni net de prop de 60 milions d'euros.